# PHIGS
PHIGS (Programmer’s Hierarchical Interactive Graphics System) ist der ISO-Standard (ISO/IEC 9592) für 3D-Computergrafik, der im Jahr 1988 verabschiedet wurde.
PHIGS definiert ein Application Programming Interface, mit dem der hierarchische Aufbau der darzustellenden 3D-Szene beschrieben wird. Insofern ist es ein Beispiel für ein Szenengraph-API. PHIGS unterstützt unter anderem Punkte, Linien mit unterschiedlichen Linienstärken und gefüllte Polygone, beliebige affine Transformationen, perspektivische Darstellung von Text und benutzerdefinierte Clipping-Ebenen.
PHIGS enthält keine Funktionalität zur Beleuchtung von graphischen Objekten. Daher wurde 1992 der Nachfolger PHIGS+ standardisiert, der zusätzlich das Phong-Beleuchtungsmodell integrierte. Des Weiteren können mit PHIGS+ auch komplexere grafische Primitive wie NURBS verwendet werden.
PHIGS verlor mit der Verbreitung von OpenGL an Bedeutung und wird heute nicht mehr für Neuentwicklungen eingesetzt.